# Joaquín Garrido
Joaquín Garrido  (Mexikóváros, Mexikó, 1952. május 17. –) mexikói színész.

## Élete és pályafutása
Joaquín Garrido 1952. május 17-én született Mexikóvárosban. Karrierjét 1986-ban kezdte. 1993-ban a Valentina című sorozatban játszott. 2003-ban az Elbűvölő szerelemben kapott szerepet. 2013-ban megkapta Aníbal Villegas szerepét Az örökség című sorozatban Aracely Arámbula, Jorge Luis Pila és Christian Bach mellett.

## Filmográfia
- Tierra de reyes (2014) - Don Felipe Belmonte
- Camelia, La Texana (2014) - Arnulfo Navarro
- Az örökség (La Patrona) (2013) - Aníbal Villegas
- Infames (2012) - Leopoldo Rivas
- Mosquita y Mari (2012) - Mr. Olveros
- El encanto del águila (2011) - Bernardo Reyes
- A gyerekek jól vannak (2010) - Luis
- La ley del silencio (2005) - Pedro
- Elbűvölő szerelem (Amor descarado) (2003) - Eliodoro Galdames
- Todo por amor (2000) - Andrés
- Valentina (1993) - Enrique
- Acapulco H.E.A.T (1993) - Mustafa
- Szeress Mexikóban (Como agua para chocolate) (1992) - Sargento Treviño
- Cenizas y diamantes (1990) - El Garnica
- Chido Guan, el tacos de oro (1986) - Javier